# سلطان ولد
بهاءالدین محمد بن جلال‌الدین محمد بن بهاءالدین محمد معروف به سلطان وَلَد و متخلص به ولد (۲۵ ربیع‌الثانی ۶۲۳ ق. حدود ۶۰۵ ش. لارنده - ۷۱۲ ق. ۶۹۱ ش. قونیه) فرزند بزرگ جلال‌الدین مولوی - شاعر و عارف نامدار پارسی گوی - و جانشین و خلیفهٔ او در طریقه مولویه است.
مولانا سلطان ولد را بسیار دوست داشت؛ زیرا همین فرزند او بود که راه پدر را در پیش گرفت و بسیاری از آداب خانقاهی طریقت مولویه را گسترش داد.

## زندگی شخصی
از میان همهٔ فرزندان مولانا جلال الدین محمد بلخی، آنکه بیش از همه مورد مهر پدری قرار می‌گرفت، فرزند ارشد او، بهاءالدین محمد بود که در سال ۶۲۳ ه‍.ق در لارنده (شهری در ۱۰۰ کیلومتری جنوب قونیه امروز) از گوهر خاتون، دختر شرف الدین لالای سمرقندی به دنیا آمد، و مولانا نام پدر خود را بر او گذاشت.
مولوی نام سلطان ولد را از نام پدر خود یعنی سلطان العلماء بهاءالدین برگزید. وی سلطان ولد و برادرش علاءالدین محمد را برای مطالعه علوم دینی به حلب و دمشق فرستاد. سلطان ولد عمیقاً مورد اعتماد مولوی بود؛ پس از ناپدیدشدن شمس تبریزی مولوی سلطان ولد را برای پیدا کردن او فرستاد.
چند سال بعد پس از تولد بهاءالدین، خانواده مولانا به قونیه مهاجرت کردند و همان‌جا ماندگار شدند و چنان‌که گفته‌اند مولانا بهاءالدین و بردادرش علاءالدین محمد را برای تحصیل به حلب و دمشق فرستاد.
بهاءالدین و علاءالدین پس از اتمام تحصیلات در حلب و دمشق، به قونیه بازگشتند و در خدمت پدر بودند. گفته‌اند که مولانا بهاءالدین را بسیار دوست می‌داشت و همه جا به همراه خود می‌برد و گاهی خطاب به او می‌گفت:  انت اشبه الناس بی خلقاً و خلقاً
سلطان ولد در دوران حیات مولانا به خواست پدر با دختر صلاح الدین زرکوب به نام فاطمه خاتون ازدواج کرد. او در ایجاد طریقت مولویه و نشر افکار و آموزه‌های پدرش نقشی اساسی ایفا نمود.
سلطان ولد چهار پسر داشت به نام عارف چلبی، عابد چلبی، زاهد چلبی، واجد چلبی و دو دختر که یکی عابده و دیگری عارفه نام داشت.
عابده مطهره خاتون دختر سلطان ولد با سلیمانشاه گِرمیان ازدواج نمود که حاصل این ازدواج دو دختر به نام‌های فاطمه خاتون و دولتشاه خاتون (همسر سلطان بایزید اول عثمانی) بود.
سلطان ولد نقش بسیار مهمی در شکل‌گیری طریقت مولویه، پس از مرگ مولانا و همچنین کتابت و نگهداری آثار پدر داشته و خود نیز آثار بسیاری به تبعیت از پدر بر جا گذاشته‌است؛ با این حال نام وی همواره زیر سایهٔ نام بزرگ پدرش جلال الدین قرار گرفته و باعث شده‌است که هیچ‌گاه به صورت مستقل به شخصیت عرفانی و اشعار وی آنچنان که شایسته‌است پرداخته نشود.
از ویژگیهای سلطان ولد اعتدال در عقاید و اعمال است، یعنی در همان حال که نَفَس شمس به او خورده، و برادر وی نیز تندرو بوده‌است اما خود سلطان ولد معتدل است گرچه در این کتاب افکار تندی از شمس نقل شده‌است، از جمله اینکه نور حق در لباس بشر جلوه می‌کند تا مردم را به راه راست بکشاند، چون بشر عادی نمی‌تواند خدای مجرد مطلق را بشناسد و ظرف را از مظروف تمیز دهد:
| طاس و کاس و قدح چو پیمانه‌ست |  | آنکه می را شناخت مردانه‌ست |

## آثار

### دیوان اشعار سلطان ولد
سلطان ولد به تقلید و اقتداء پدر، آثاری به نظم و نثر انشاء کرده و موجود است و از جمله آثار منظوم او یکی دیوان قصائد و غزلیات اوست که قبل از شروع به نظم ولدنامه آن را تمام کرده بود و بسیاری از غزلیات او اشتباهاً داخل کلیات شمس در هندوستان به طبع رسیده‌است.
دیوان اشعار وی که در قالب قصیده و غزل و رباعی است که مجموعاً نزدیک به سیزده هزار بیت می‌شود.
ولد در سرودن غزل و رباعی نیز به تشبه و تتبع کلام مولوی پرداخته و گاهی اشعارش از جهت لفظ و معنی و حتی موسیقی شعر و آهنگ درونی مصراع‌ها به حدی به غزلیات پدرش شبیه می‌شود که نسخه بعضی از آن‌ها در کلیات دیوان کبیر مولانا جای داده‌اند.
این اثر دارای حدود ۹۲۵ غزل و قصیده به فارسی، ۴۵۵ رباعی به فارسی که جمعاً ۱۲۵۰۰ بیت به فارسی می‌شود. حدود نه شعر به تازی و ۱۵ به ترکی نیز در این دیوان هست.

### مثنویات سه‌گانه
نخستین مثنویی‌ست که سلطان ولد (۷۱۲–۶۲۳ ق) به خواهش مریدان سرود و عصاره آنچه را از پدرش و شمس تبریزی (غیبت ۶۴۵ ق) و صلاح الدین زرکوب (۶۶۲ ق) و برهان الدین ترمذی (۶۳۸ ق) و حسام الدین چلبی (۶۸۳ ق) شنیده و دریافته بود، در قالب عبارات و کلماتی که آن هم مقتبس از زبان و بیان مولوی است بر روی کاغذ آورد:
| ولد را نیست علم و نی ولایت |  | جز آن علم و ولایت کش پدر داد |

البته ولدنامه در بحر حدیقهٔ سنایی است، و دو مثنوی دیگر سلطان ولد در وزن مثنوی مولوی. سال سرودن این کتاب ۶۹۰ ق. است و با شتاب در چهارماه سروده شده و آمیزه‌ای است از نظم و نثر. سلطان ولد از همین سال ۶۹۰ عهده‌دار رهبری طریقه شد. البته در فاصله وفات چلبی تا این تاریخ یعنی هفت سال، شیخ کریم الدین بک تمر مرشد طریقه مولویه بوده و سلطان ولد طبق وصیت پدر به حسام الدین و کریم الدین تمکین می‌کرد، حال آنکه خود از زمان پدرش مریدان خاص داشت که اصرار داشتند سلطان ولد به روش ارثی بر جای پدرش مولوی بنشیند اما تعلیمات عمومی تصوف خصوصاً اصرار و تأکید شمس و مولوی بر اهمیت مرشد، سلطان ولد را برآن داشت که ترتیب را رعایت کند تا جای گفتگویی باقی نماند.
ولدنامه مشتمل است بر سه جزء:

### ابتدا نامه

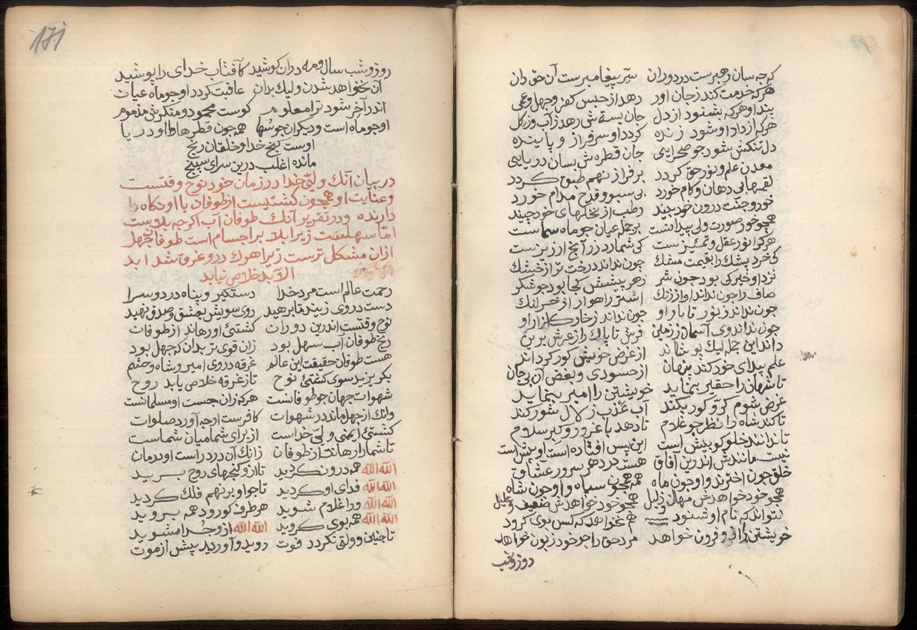
برگی از دست‌نوشته‌ای از کتاب ابتدانامه، نوشته سلطان ولد، به فارسی.

نخستین مثنوی آن – که در نسخه‌های کهن «ابتدا نامه» خوانده شده‌است – مثنوی ولدنامه است. این مثنوی که بروزن حدیقه سنایی غزنوی سروده شده، بین ماه‌های ربیع‌الاول سال ۶۹۰ تا جمادی‌الثانی همان سال ساخته و پرداخته شده و به قول استاد همایی ولد در این مثنوی «دلکش‌ترین موضوع‌ها و احسن القصص یعنی سرگذشت مولانا جلال الدین صاحب مثنوی معنوی و اصحاب و یاران و پیروان او را آورده‌است.»
اما محمد علی موحد، کتاب ابتدانامه را از دو نظر بسیار مهم می‌داند: یکی از جنبه تاریخی که قدیمی‌ترین گزارش دست اول را از ماجرای شمس و مولانا در اختیار ما می‌گذارد و دوم از جنبه تعلیمی که باید آن را به منزله ذیلی به مثنوی دانست. ذیلی که تلقی نزدیک‌ترین کسان مولانا را از تعالیم او منعکس می‌سازد، هم درک و فهم تحولاتی را که پس از مولانا در راه و روش سلسله‌ای که به نام او ایجاد شد، آسان می‌گرداند.
سلطان ولد در این اثرش از چگونگی رسیدن به مقام شیخی و مراتب انبیا و اولیا و شرح و تفسیر آیاتی از قرآن و احادیثی از پیامبر اسلام و گزارش سخنان و قصه‌های عارفانی چون حلاج و با یزید بسطامی را نیزگنجانیده است.
این اثر به فارسی است با اندکی یونانی/ترکی که یک درصد هم نمی‌شوند. مثنوی مزبور در سال ۱۳۱۵ خورشیدی به اهتمام جلال الدین همایی در تهران به چاپ رسیده‌است.

#### رباب نامه
دومین منظومه ولد مثنوی است به وزن مثنوی مولانا که سلطان ولد آن را جهت رعایت خاطر دوستان که بر آن وزن آورده، آن را از رباب آغازکرده و به نام «رباب نامه» خوانده‌است. ولد در این مثنوی بسیاری از دقایق مثنوی مولوی را شرح و تفسیر کرده و بسیاری از نکات مربوط به اصول و معارف صوفیه را باز نموده و به تفسیر آیات قرآنی و احادیث نبوی پرداخته، و دلالت و فضلیت اولیا، و مدح مولوی و شمس، و دردهای عشق و عاشقی، مقامات مشایخ متقدم صوفیه را عنوان کرده‌است. این مثنوی نیز به اهتمام آقای علی سلطانی گرد فرامرزی به سال ۱۳۵۹ در تهران منتشر شده‌است.
این کتاب در بحر مثنوی مولوی سروده شده و همان مضامین را دارد و حتی از تمثیلها و حکایتها (البته نه به تفصیل مولوی) برای تفهیم مطالب عرفانی سود می‌جوید. همچنان‌که محقق کتاب اشاره کرده‌است می‌توان در حل بعضی مشکلات مثنوی از رباب‌نامه استفاده کرد. روش سلطان ولد این است که مطلبی را به نثر شیوا و زیبا و پرمعنا می‌نویسد آنگاه به نظم توضیح می‌دهد. یک نمونه: «دیوان سپید و سیاه در نفوس مردم‌اند. حال‌های بد مثل زنا و قتل و حرام‌خوردن … دیوان سیاهند و آن را همه کس می‌بیند و به خیر مشغول شدن از روی ظاهر به غرض‌آنکه خلق قبول کنند دیوانِ سپیدند و آن را همه کس نتواند دیدن و دانستن» (ص و سپس به نظم می‌سراید:
| حاصل آن رستم همیشه در وغا   |  | می‌شکستی قلبها را بی‌دغا     |
| جنگ با دیو سپید او کرد و بس |  | غیر او کس را نشد این دسترس |
| هر مخنث را کجا گردد زبون    |  | دیو اسپید و سیاه ای ذوفنون |

در این کتاب هم سخن از ولی‌شناسی است. اولیاء از طوری ورایِ عقل سخن می‌گویند، آنها آلت حق اند، و حق تعالی خود را از ایشان می‌نمایاند، معجزات ظهور افعال الهی است بر دست انبیاء. تصرف اولیاء و انبیاء در نفوس این است که باطن آنها را ظاهر می‌سازند، مثل باران بهاری که خار و گل را ظاهر می‌نماید (ص ۳۰۲). اولیاء و انبیاء محک هستند، با ظهور آنها آنچه پدیدشدنی است پیدا می‌شود. اینها حقیقتشان یکی است و آن حقیقت محمدی است که با بعثتهای متوالی چهره نموده‌است (ص ۳۶۴).
استفاده از اولیاء و انبیاء به اندازه ظرفیت حاصل می‌شود، موسی نتوانست بیش از سه چشمه از کارهای خضر را ببیند و بفهمد و تحمل کند اما همان سه چشمه برای موسی و امتش بسیار سودمند بود:
| کس نداند کو چها بُرد از خضر |  | رخت هستی ز تن بپردازد |

کشش ذاتی بدون هیچ تقلید و غرضی از حقیقت و عینیت انسان ناشی می‌گردد، کسی که حق را می‌خواهد حق می‌شود (ص ۴۶) اناالحق گفتن عارف از آن است که اویی نمانده، سیرفی اللّه پایانی ندارد:
| سیر خشکی را بود پایان و حدّ |  | سیر دریا را نه حدّ است و نه عدّ |
| مرده را کش سیل هر سو می‌برد |  | او ندارد زان خبر جو می‌برد     |

ما همه روز الست «بلی» گفته‌ایم اما این «بلی» ها یکسان نبوده‌است: یکی چون شیر در حمله چست و یکی چون روباه سست (مقدمه، ص هشتادوشش). البته این به معنی جبر و بی‌عملی نیست: طلبه‌ای دعا می‌کرد که خدایا مرا عالم گردان! مدرس از روزنه ندا داد: کرّر یا عبدی! و طلبه خیال کرد خدا دارد حرف می‌زند، و درسهایش را تکرار کرد تا ملا شد (ص ۳۷۶). دعا بدون کوشش فایده ندارد
از خصوصیات این کتاب اشعار بسیاری به یونانی و ترکی است (ص ۴۵۴–۴۳۷) که محقق کتاب غالب اشعار ترکی را معنی کرده‌است و نیز تعلیقات سودمندی بر کتاب نگاشته‌است که در خور و سودمند است.
این اثر دارای ۷۷۴۵ بیت به فارسی، ۳۵ بیت به عربی، ۲۲ بیت به یونانی/رومی، ۱۵۷ بیت به ترکی است.

#### انتها نامه
سومین مثنوی سلطان ولد که به نام «انتها نامه» شهرت دارد و در واقع بازگوی و باز نمونی مطالب «ابتدا نامه» و «رباب نامه» است. این اثر شامل حدود ۸۳۰۰ بیت به فارسی است، با اندکی یونانی/ترکی که یک درصد هم نمی‌شوند. تقریباً یک پنجم کتاب به نثر و مابقی به نظم است و بیانگر عرفان اعتدالی سلطان ولد است. شعر ونثر سلطان ولد هنوز بوی خراسان را دارد و ایلغار مغول آن را زیاد خراب نکرده‌است، زیرا این خانواده عرفانی بزرگ هم حامل تعلیمات خاص و هم دارای سبک خاص خود بوده‌اند و لذا کتابهای سلطان ولد از جهت سبک‌شناسی نیز ارزشمند است. بعضی تمثیلات سلطان ولد از مثنوی مولوی اقتباس شده (ص ۸۵) و بعضی تازه است: کسی می‌خواست خضر را ببیند، سقا شد و آب به دست هر کس می‌داد می‌گفت «ای خضر بستان بخور این آب را» تا اتفاقاً به خضر رسید و همان کلمه را گفت، خضر پرسید مرا از کجا شناختی؟
| گفت چندین سال من این نام را |  | ورد کردم تا بیابم کام را |

### معارف سلطان ولد
اثر دیگری که از سلطان ولد به جا مانده‌است؛ رساله‌ایست به نثر در تصوف که با کتاب معروف فیه ما فیه پدرش مولانا جلال الدین در تهران به عنوان جلد دوم فیه مافیه در ۱۳۳۳–۱۳۳۴ قمری در ۱۹۳صحیفه چاپ سنگی کرده‌است و ظاهراً نام درست آن «معارف سلطان ولد» است و این نام را به تقلید کتاب جدش بهاءالدین ولد بر آن گذاشته‌است که نیز همین عنوان را دارد.
سلطان ولد این گونه معارف صوفیه را با زبانی بسیار شیوا و ساده مطرح کرده تا حدی که می‌توان گفت: این نگاشته ولد بسیار شبیه به نگاشته‌های فارسی دور نخست زبان فارسی، و همانند مولفات نویسندگان سبک خراسانی است.
وی از تمثیل‌های بسیار زیبایی که در حدیقه و کلیله و دمنه و مثنوی مولانا نیز وجود دارد مانند زاغ و بلبل، گرگ و آهو، شاه و رعیت بهره برده، ونیز از داستان‌های قرآنی مانند داستان آدم و قصه یوسف، موسی وخضر، و موسی و فرعون و غیره سود جسته و امثال فارسی و عربی را با مهارت در میان گفتارش درج کرده، و گفتارش را با ابیاتی از سنایی غزنوی، عطار نیشابوری، مثنوی مولوی و دیگران آراسته‌است.
نکات و دقایقی که در معارف سلطان ولد آمده‌است بعضی از آن‌ها را در مثنوی مولانا و مقالات شمس می‌توان دید و نیز برخی از مطالب معارف ولد در فیه ما فیه و معارف بها ءولد با شباهت‌هایی دیده می‌شود که مسلماً ولد، حین مجلس گویی به کتاب‌های مذکور توجه داشته یا بر اثر تتبع و تحریر آن‌ها مطالبی را با همان استنباط و تفصیل در ذهن داشته و هنگام معارف گویی آن مطالب را بازگفته است.
مولوی در سال ۶۷۲ قمری درگذشت و حسام‌الدین چلبی به جای او نشست. سلطان ولد در سال ۶۶۳ خورشیدی، یعنی ۱۱ سال پس از مرگ پدرش به خلیفگی فرقه مولویه رسید (پس از حسام‌الدین چلبی) و سی سال خلافت کرد. در این مدت وی به نشر طریقت پدر و وضع آداب و رسوم فرقه مولویه پرداخت و مولوی‌خانه‌هایی در آسیای کوچک ایجاد کرد و مشایخ و صوفیانی در آنجا گماشت و به شرح و گسترش افکار مولوی پرداخت. در واقع با تلاش او طریقه مولویه دارای آیین‌های ویژه خود شد که آن را تا مدت‌ها حفظ کردند.

## نمونه اشعار
مثنوی:
| شخص از مرگ اگرچه بگذارد      |  | رخت هستی ز تن بپردازد   |
| نشود بعد مرگ چیز دگر         |  | زهر کِی گردد از گُداز شکر |
| سرمه سرمه است اگرچه گردد خُرد |  | نشود صاف او ز سودن دُرد  |

غزل:
| برخیز از این جهان پر ننگ |  | بیرون ز زمانه ساز آهنگ |
| جز شربت عشق را مکن نوش   |  | جز دامن عشق را مزن چنگ |
| می‌سوز چو آهن اندر آتش    |  | تا ز آینهٔ دلت رود زنگ  |